# Abacur
Abacur é o nome mitológico de um dos cavalos de Sunna, Deusa do Sol, na mitologia da Escandinávia, foi uma conhecida Deusa dos povos Celtas.